# Archaeodiplostomum acetabulatum
Archaeodiplostomum acetabulatum är en plattmaskart. Archaeodiplostomum acetabulatum ingår i släktet Archaeodiplostomum och familjen Protrodiplostomatidae. Inga underarter finns listade i Catalogue of Life.